# Plesiochrysa tahitensis
Plesiochrysa tahitensis is een insect uit de familie van de gaasvliegen (Chrysopidae), die tot de orde netvleugeligen (Neuroptera) behoort. 
Plesiochrysa tahitensis is voor het eerst wetenschappelijk beschreven door Navás in 1914.